# Roa haraguchiae
Roa haraguchiae — вид окунеподібних риб родини щетинкозубих (Chaetodontidae). Описаний у 2020 році.

## Назва
Вид названий на честь пані Юріко Гарагуті, яка підтримала іхтіологічні дослідження, в ході яких описано новий вид.

## Поширення
Вид поширений на заході Тихого окену. Описаний з восьми зразків, що спіймані біля острова Панай (Філіппіни) та у Східно-Китайському морі біля узбережжя Японії. Трапляється на глибині 146—162 м.

## Опис
Тіло завдовжки 63-93 мм, стиснуте з боків. Забарвлення складається з декількох чорних та білих поперечних широких смуг. У верхній частині хвостового плавця є чорне вічко з білою каймою.